# Edmund Dene Morel

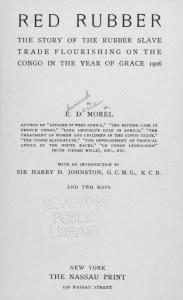
Red Rubber 1906.

Edmund Dene Morel originalment Georges Eduard Pierre Achille Morel de Ville, (10 de juliol de 1873 - 12 de novembre de 1924) va ser un escriptor i periodista britànic d'origen francès. Va ser conegut per la seva lluita contra els excessos que el rei Leopold II de Bèlgica va cometre contra els congolesos.

## Biografia
Va començar a treballar a la companyia naviliera Elder Dempster de Sir Alfred Jones que feia el trajecte Anvers - Boma, de manera que molt aviat va tenir contacte amb l'Àfrica Occidental. Captivat per la zona, i tot i que defensor, en un primer moment, de l'obra del rei Leopold II de Bèlgica, va ser interpel·lat sobre la situació humanitària de l'Estat Lliure del Congo. Informat a través de missioners protestants (el suec Sjöblom, els nord-americans Morrisson i Sheppard i el britànic Henry Guinness) i per les activitats de Henry R. Fox Bourne i de Charles Dilke de la "Aborigines' Protection Society" que va esdevenir aliada de Morel, es va llançar a una campanya de denúncies d'aquests abusos comesos al Congo.
Segons Morel, l'Estat Lliure del Congo no era pas un Estat "civilitzador" i "filantròpic" com pretenia, sinó una gran empresa privada que sumia en l'esclavitud al poble congolès per motius econòmics. Segons Morel, el Rei s'havia aprofitat especialment de l'expansió de la indústria automobilística per rendibilitzar la seva colònia obligant a treballar als africans, que eren tractats amb rudesa si no aportaven una quantitat suficient de cautxú (mans tallades, segrest de dones ...) Aquesta política, segons Morel, va delmar greument el país, i va arribar a afirmar que entre 1885 i 1908, al Congo hauria perdut el 40% de la població, i l'única causa d'aquesta deplorable situació era l'activitat del Rei. A més, Morel criticava que l'Estat Lliure del Congo feia cas omís de les clàusules previstes a l'Acta de Berlín (26 de febrer de 1885) que preveia de manera específica la llibertat de comerç a la conca del Congo. A més, la mateixa naturalesa d'aquest Estat, totalment artificial i dirigit per un sol home, sense cap possibilitat de control, resultava intolerable per Morel.
Concretament, Morel va encapçalar una de les més importants campanyes de sensibilització de l'Anglaterra del segle xix. Va fundar el diari West African Mail dedicat especialment a la qüestió congolesa, i després, instigat per Sir Roger Casement, la Congo Reform Association el 23 de març de 1904. Aquesta Associació deia tenir com a únic objectiu donar publicitat a l'assumpte congolès i poder reparar els danys infligits a les races autòctones del Congo, és a dir, emprendre reformes polítiques en aquesta zona del globus, fer que aquestes atrocitats cessessin i restablir la llibertat de comerç. Es va establir en moltes regions angleses i tembién a l'estranger: a França, a Alemanya i molt especialment als Estats Units. Algunes personalitats belgues del moment també van contactar amb Morel, com Félicien Cattier de la Universitat lliure de Brussel·les o el socialista Emile Vandervelde. Morel va mantenir una considerable activitat, dirigint-se a milers de persones en els mítings, però els seus més importants mitjans de pressió residien en les seves activitats periodístiques, en la seva participació en el West African Mail o en diaris com el Pall Mall Gazette, l'Speaker, etc., i a les seves activitats d'escriptor.
És autor de diverses obres entre les quals destaquen King Leopold's Rule in Africa (1904), Red Rubber, The story of rubber slave trade flourishing on the Congo in the year of Grace 1907 ("La història del pròsper comerç dels esclaus del cautxú al Congo en l'any de gràcia 1907)!, (1907). Va aconseguir d'aquesta manera crear un moviment que va mobilitzar a tota Anglaterra, qualsevol que fossin les seves tendències polítiques o confessionals, amb la notable excepció dels catòlics. Escriptors com Sir Arthur Conan Doyle o el nord-americà Mark Twain van participar activament en la campanya.
Encara que al principi es va mostrar distant davant aquesta qüestió, el govern britànic es va interessar més endavant per l'assumpte, especialment el secretari del Foreign Office, Sir Edward Grey. Aquest últim propugnava que Bèlgica s'annexionés el Congo, amb el que en principi va estar d'acord Morel. No obstant això, després aquest va opinar que aquesta annexió no canviaria res llevat que els empresaris criminals serien substituïts per funcionaris belgues, pel que es van distanciar. No obstant això, en proposar aquesta solució, el govern britànic va pressionar a Leopold II que, malgrat tot, no cedia a aquestes pressions. Després de mantenir una política equívoca, el govern nord-americà del president Theodore Roosevelt es va unir finalment als britànics fent cedir al sobirà. El 1908, el Congo es va convertir en colònia belga. Les activitats del govern britànic van baixar i la Congo Reform Association es va dissoldre el 1913, encara que Morel va seguir sent molt crític cap a aquesta política colonial belga. Malgrat tot, pocs anys abans de morir, va reconèixer la bona voluntat d'algunes reformes dutes a terme per Bèlgica al Congo.
Edmund Dene Morel també es va interessar pel Marroc i va visitar Nigèria. També va ser cèlebre per les seves postures pacifistes durant la Primera Guerra Mundial i va ser cofundador de la  nion of the democratic Control que es va oposar a la participació de la Gran Bretanya en el conflicte. Després d'haver estat enaltit, va ser detestat per les seves posicions polítiques, que el van portar fins i tot a la presó en tractar de violar la llei que prohibia enviar sense autorització impresos a països neutrals. Va obtenir un escó pel Partit Liberal al Parlament britànic el 1922 i els cofundadors de la UDC el van proposar com a candidat al premi Nobel de la Pau.
A través de tot el període colonial, Morel va ser molt criticat per la majoria dels belgues. Va ser considerat primer el propagandista d'una campanya interessada que proporcionés als britànics una excusa per annexionar-se el Congo, després portaveu d'interessos comercials britànics i finalment representant dels interessos alemanys a l'Àfrica central. La personalitat de Morel ha fet córrer rius de tinta a Bèlgica i en altres països.